# Globus

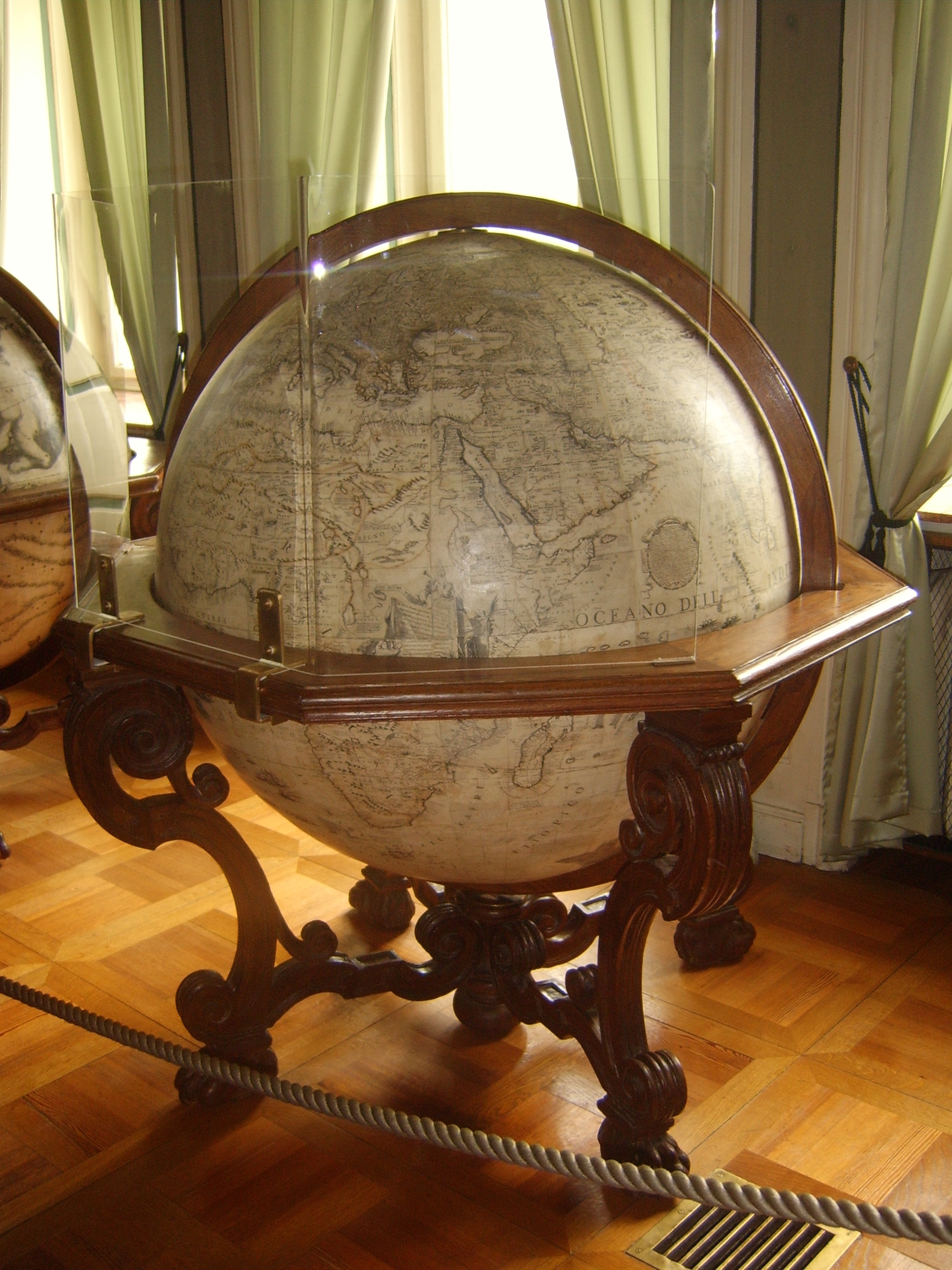
Jeden z dwóch weneckich globusów Vincenzo Coronelliego z lat 1683–1693 z muzeum w Nieborowie

Globus (od łacińskiego słowa globus – kula) – pomniejszony model ciała niebieskiego (najczęściej Ziemi) lub sfery niebieskiej w postaci kuli umieszczonej na osi ustawionej pod kątem odpowiadającym kątowi nachylenia osi danego ciała (przechodzącej przez jego biegun północny i południowy). Na powierzchni globusa umieszcza się mapę pierwowzoru. Zaletą globusa jest brak istotnych zniekształceń, które pojawiają się przy odwzorowaniu obrazu terenu na mapie stanowiącej płaszczyznę.

## Historia
Prawdopodobnie pierwszy globus Ziemi wykonany został przez Kratesa z Mallos około 150 lat p.n.e.. Na globusie tym były przedstawione hipotetyczne położenia lądów, często wzięte z fantazji żeglarzy i autora.
Najstarszym istniejącym globusem jest globus Martina Behaima z 1492 roku. Mapy na powierzchni namalował malarz Georg Glockenthon. Globus ten znany jako Erdapfel  wykonany jest z mieszanki papieru i gipsu, ma on średnicę 51 cm.
Najstarszym w Polsce jest globus z ok. 1510 zwany Jagiellońskim, jest on jednym z pierwszych, na których oznaczono Amerykę.
Najstarszy na świecie globus, na którym znajduje się Ameryka pochodzi z 1504 roku.  Składa się on z dwóch dolnych połówek strusiego jaja, na którym widnieją kontynenty i morza. Do 2012 roku, kiedy ten niewielki globus pojawił się na aukcji w Londynie, za najstarszy z zaznaczoną Ameryką uważany był globus miedziany z 1510 roku ze zbiorów Nowojorskiej Biblioteki Publicznej. 
Największym przedstawieniem globusa na świecie jest Pomnik Ziemi w nowojorskim parku Flushing Meadows. Jest to stalowa konstrukcja o kształcie globusa, o średnicy ponad 36,5 m, nazwana Unisphere, ze stalowymi elementami przedstawiającymi kontynenty. Zbudowany został jako symbol pokoju na Wystawę Światową w latach 1964 - 65. Budowla waży w przybliżeniu 400 ton. Dodatkowe 100 ton masy ma utrzymujący ją stojak.
Największym obracającym się globusem na świecie, który w 1999 roku trafił do Księgi Rekordów Guinnessa jest Eartha. Znajduje się w siedzibie firmy DeLorme w miejscowości Yarmouth na południu stanu Maine, zajmującej się tworzeniem map. Globus o średnicy 12 m, ważący 2,5 tony jest podświetlony i znajduje się w szklanym pomieszczeniu. Globus wykonany w skali 1:1 000 000 ma zachowaną standardową kolorystykę: morza są niebieskie, obszary zalesione – zielone, a suche –brązowe. Odległość pomiędzy wschodnią a zachodnią granicą Polski zajmuje ponad metr.
Poprzednim rekordzistą jest Globe of Peacez (Globus Pokoju) z siedzibą w Apecchio, Pesaro, Włochy.
W 1952 roku powstało Międzynarodowe Towarzystwo Miłośnikow Globusów im. Coronellego – znanego
wytwórcy globusów i autora prac na ich temat, (Vincenzo Maria Coronelli(1650-1718)

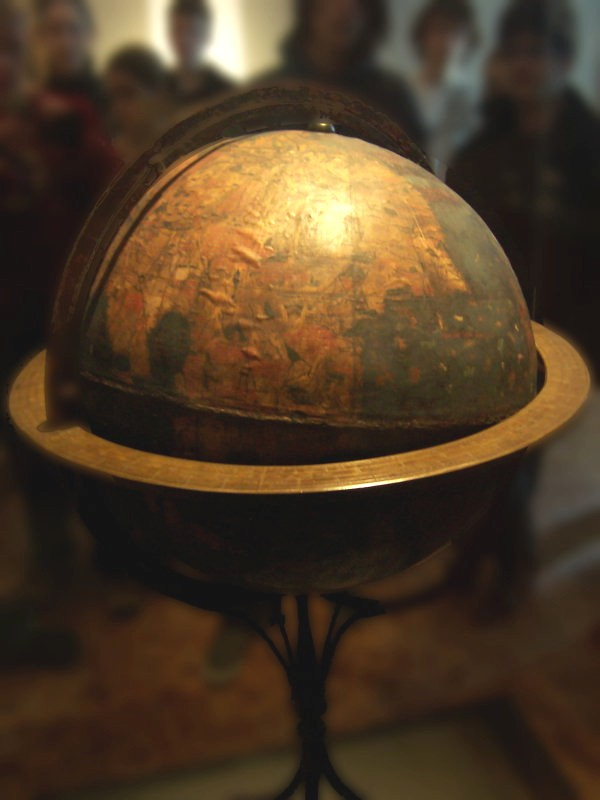
Globus Erdapfel. Najstarszy istniejący globus na świecie z 1492 roku, wykonany przez Martina Behaima. Germańskie Muzeum Narodowe w Norymberdze
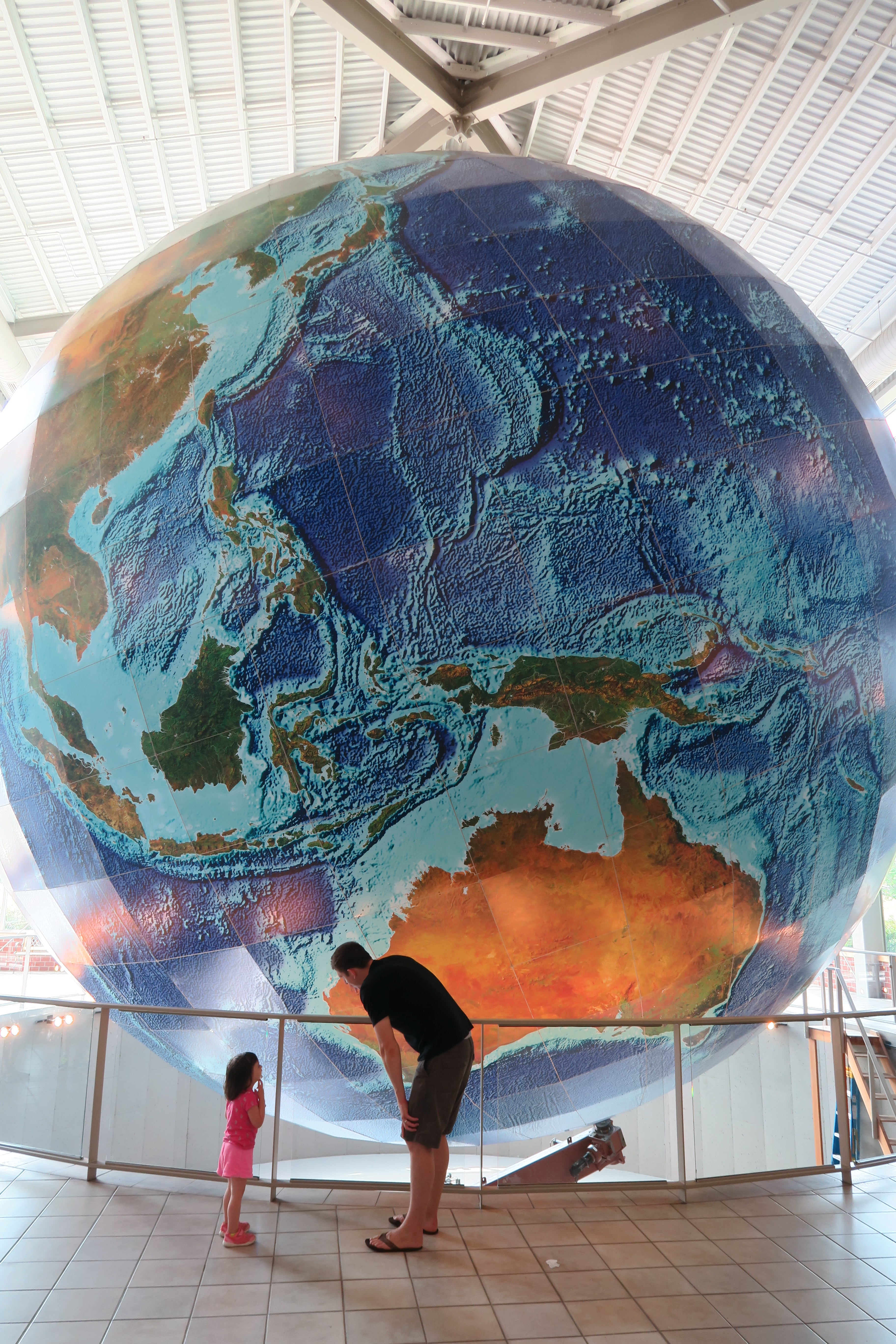
Globus Eartha. Największy obracający się globus na świecie. Yarmouth, Stany Zjednoczone Ameryki
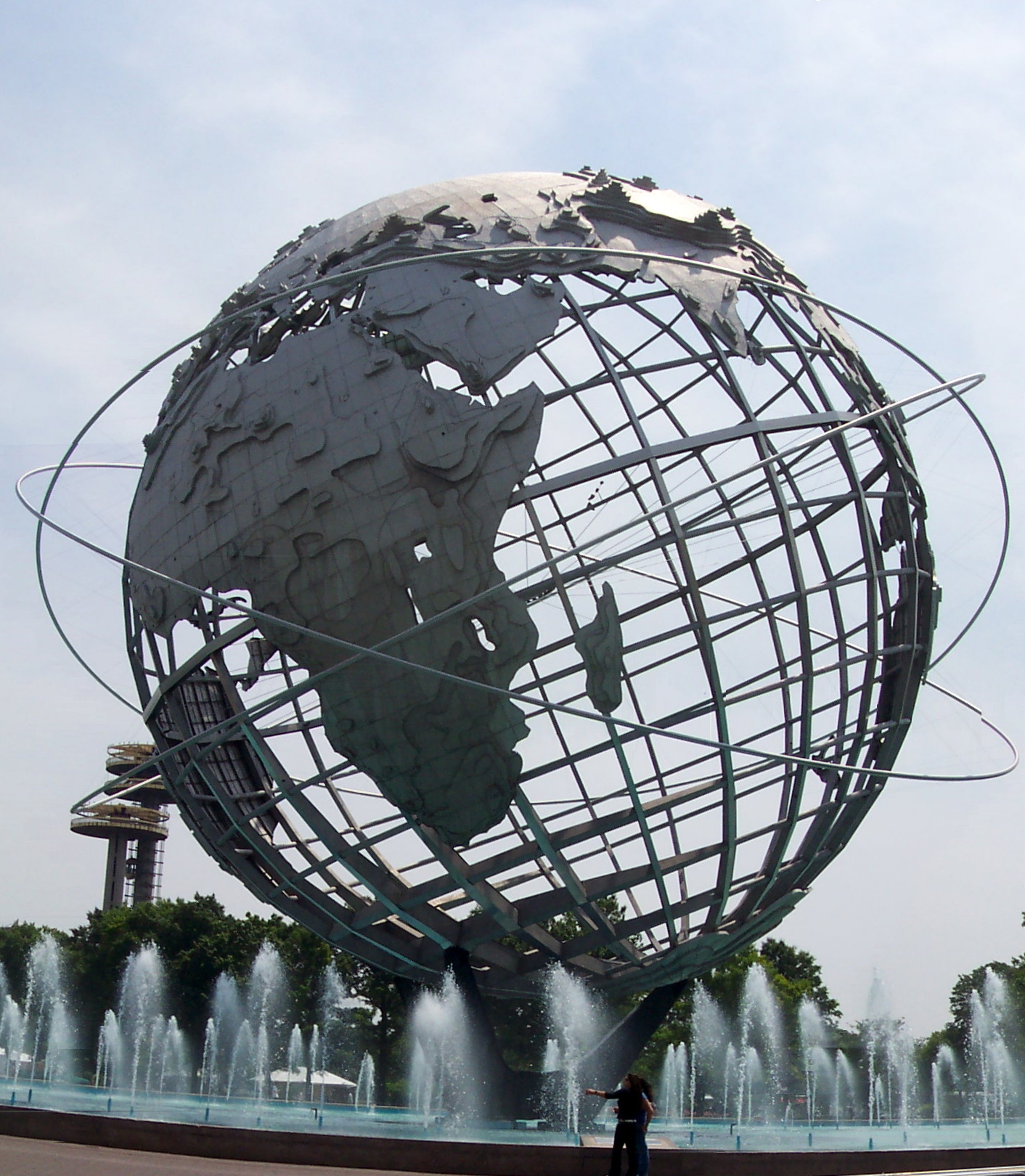
Największa na świecie konstrukcja przedstawiająca globus. Nowojorski park Flushing Meadows